# Kendeje
Le kendeje est une langue mabane parlée au Tchad.
Les deux dialectes, le Yaali et le Faranga, sont tout à fait distincts, et ont peu de similitudes.